# فالي جانكشن (ويسكونسن)
فالي جانكشن (بالإنجليزية: Valley Junction, Wisconsin)‏ هي منطقة سكنية تقع في الولايات المتحدة في مقاطعة مونرو (ويسكونسن).  يقدر عدد سكانها   وترتفع عن سطح البحر 281.94 متر.